# Цримов, Руслан Наурбиевич
Руслан Наурбиевич Цримов (род. 20 ноября 1952 года, с. Псыгансу, Урванский район, Кабардинская АССР, СССР) — советский и российский художник, академик Российской академии художеств (2021).

## Биография
Родился 20 ноября 1952 года в с. Псыгансу Кабардинской АССР, живёт и работает в Нальчике.
В 1975 году — окончил Карачаево-Черкесский государственный педагогический институт.
В 2012 году — избран членом-корреспондентом, в 2021 году — академиком Российской академии художеств от Южного регионального отделения.

## Творческая деятельность
Основные произведения: «Смятение», «Ладья», «Солнце» и другие, автор несколько альбомов: «Ruslan Tsrym», «метаморфозы TS», монография Славы Лён «TS. Ре-Цептуальный сериал в контексте постмодернизма».
Произведения представлены в Кабардино — Балкарском музее изобразительных искусств, в Иорданском Королевском музее современного искусства, в Майкопском филиале музея народов Востока, в Московском музее современного искусства.
Участник республиканских, зональных и международных выставок.